# Ryczywół (Świślina)
Ryczywół – przysiółek wsi Świślina w Polsce, położony w województwie świętokrzyskim, w powiecie starachowickim, w gminie Pawłów.
W latach 1975–1998 przysiółek administracyjnie należał do województwa kieleckiego.